# Lianna Haroutounian
 (janvier 2016).
Si vous disposez d'ouvrages ou d'articles de référence ou si vous connaissez des sites web de qualité traitant du thème abordé ici, merci de compléter l'article en donnant les références utiles à sa vérifiabilité et en les liant à la section « Notes et références ».
 (janvier 2016).
Lianna Haroutounian est une soprano arménienne.

## Biographie
Ses moyens de lyrico-spinto lui permettent d’aborder un  répertoire d’opéra, ainsi que la musique sacrée et la musique de chambre. Lianna Haroutounian est d’origine arménienne, elle a grandi dans une famille passionné d’opéra. Elle étudie le piano et le chant au Conservatoire National de Komitas à Erevan ( Arménie ) où elle obtient son Diplôme d’Etudes Supérieures de Chant dans la classe de S. Danelian. Admise au Centre de formation lyrique de l'Opéra de Paris, elle se perfectionne notamment auprès de Janine Reiss, James Vaughan, Robert Kettelson et participe aux master-classes de Christa Ludwig, Renata Scotto, Luigi Alva, Yvonne Minton et Ievgueni Nesterenko[réf. nécessaire].

## Carrière

### Parcours
La soprano arménienne a fait ses débuts avec le Royal Opera House de Londres en mai 2013, au pied levé pour chanter le rôle d’Elisabeth de Valois Don Carlos, sous la direction de Antonio Pappano et aux côtés de Jonas Kauffman et Ferruccio Furlanetto[réf. nécessaire]. Elle a été invitée à chanter le rôle d’Hélène Les Vêpres siciliennes dans la saison 2013-2014 à Royal Opera House.
Elle fait ses débuts sur scène dans le rôle d’Amelia dans Un ballo in maschera au Grand Théâtre de Tours et Stadttheater de Bern, puis aborde les rôles de Desdemona de Otello de Verdi à l’amphithéâtre de l’Opéra Bastille, Leonora dans Il trovatore à Marseille. Elle interprète Marguerite Faust à l’opéra de Massy, Violetta La Traviata et Cio Cio San Madama Butterfly au Festival de Sanxay, Requiem de Verdi à l’Opéra de Saint-Etienne et Théâtre Real de Madrid, Elena I Vespri Siciliani au Megaron Concert Hall d’Athènes, puis Hélène Les Vêpres Siciliennes (en français) à ABAO de Bilbao et à Frankfurt. Elle chante le Gala Verdi au Royal Opera House de Muscat en collaboration avec le Teatro San Carlo de Naples et le rôle de Desdemona et d'Otello à Teatro San Carlo de Naples, sous la direction de Nicola Luisotti.
Lianna Haroutounian se produit également en concert et récital. Dans son répertoire figure  le Requiem de Verdi, le Stabat Mater et la Petite Messe solennelle de Rossini, le Stabat Mater de Poulenc, le Stabat Mater de Dvorak, le Requiem et Messe Brève KV 140 de Mozart. Elle donne de nombreux récitals en France, en Italie, en Espagne, en Arménie, etc.[évasif].

### Récompenses et distinctions
Elle est lauréate de plusieurs concours internationaux de chant :
- Finaliste du Concours international de chant « Voci Verdiane » à Busetto,
- 1er prix et prix spécial Renata Tebaldi au Concours international « Riviera Adriatica » en Italie,
- prix spécial « Verdi » au Concours international de chant Jaume Aragall en Espagne
- 1er prix au Forum lyrique arlésien en France
- Prix spécial au Concours international « Iris Adami Corradetti » à Padova
- 2e Prix au « Valsesia Musica » à Varallo
- 3e Prix au Concours international de chant « Vincenzo Bellini » à Caltanissetta, en Italie